# Ebenezer Young
Ebenezer Young (* 25. Dezember 1783 in Killingly, Connecticut; † 18. August 1851 in West Killingly, Connecticut) war ein US-amerikanischer Politiker. Zwischen 1829 und 1835 vertrat er den Bundesstaat Connecticut im US-Repräsentantenhaus.

## Werdegang
Ebenezer Young besuchte bis 1806 das Yale College. Nach einem Jurastudium und seiner Zulassung als Rechtsanwalt begann er in Westfield, dem heutigen Danielson, in seinem neuen Beruf zu arbeiten. Außerdem war er in West Killingly an der Herstellung von Bekleidungsartikeln beteiligt.
Politisch wurde Young Mitglied der Föderalistischen Partei. In den Jahren 1810, 1811, 1816 und 1817 wurde er in das Repräsentantenhaus von Connecticut gewählt. In diese Kammer kehrte er zwischen 1826 und 1828 noch einmal zurück. Ab 1827 war er Präsident des Hauses. Dazwischen saß er von 1823 bis 1825 im Staatssenat. Nach der Auflösung seiner Partei wurde Young Mitglied der National Republican Party, die Präsident John Quincy Adams unterstützte und in Opposition zu Andrew Jackson und dessen Demokratischer Partei stand. Die Nationalrepublikanische Partei ging später weitgehend in der Whig Party auf.
Bei den Kongresswahlen des Jahres 1828, die in Connecticut staatsweit und nicht getrennt nach Wahlbezirken abgehalten wurden, wurde Young in das US-Repräsentantenhaus in Washington, D.C. gewählt. Dort übernahm er am 4. März 1829 das bisher von Orange Merwin ausgeübte Mandat. Nach zwei Wiederwahlen konnte er bis zum 3. März 1835 drei Legislaturperioden im Kongress absolvieren. Diese waren von heftigen Diskussionen um die Politik von Präsident Jackson überschattet. Dabei ging es unter anderem um die Nullifikationskrise mit dem Staat South Carolina und die Bankenpolitik des Präsidenten. Zwischen 1831 und 1833 war Young Vorsitzender des Ausschusses zur Kontrolle der Ausgaben für staatliche Liegenschaften.
Nach dem Ende seiner Zeit im US-Repräsentantenhaus zog sich Ebenezer Young aus der Politik zurück. Er starb am 18. August 1851 in West Killingly.